# براکت (دهانه)
براکت یک دهانه برخوردی در ماه است.